# Taqsim (musique)
Pour les articles homonymes, voir Taksim.
Le taqsim (aussi écrit taksim ou taxim) est un prélude joué sur un instrument en solo depuis le XVIIe siècle dans la musique arabe et la musique turque.

## Caractéristiques
Le terme taqsim renvoie à la fragmentation et à la répartition. Lors du taqsim, un soliste improvise sur le mode de la suite musicale et il arrive que les instruments de l'orchestre donnent ponctuellement le mode de la suite musicale. Le taqsim permet aux musiciens de s'accorder autour du maqâm, le mode mélodique principal. Le taksim doit rester monophonique, et se divise en quatre parties : zaman (introduction), zemin (développement), meyan (modulation), et karar (conclusion). Comme l'âlâp dans le râga indien, le taqsim a pour vocation de présenter le mode qu'il éclaire en initiant des variations et des modulations déterminantes. Il tend de plus en plus à devenir un genre à part entière sous l'impulsion du oudiste irakien Mounir Bachir.
Dans la musique turque, le taqsim commun, appelé müşterek taksim, ortaklaşa taksim ou encore, plus rarement, beraber taksim, est très répandu. Il consiste en une improvisation à quatre mains, où deux musiciens se répondent en improvisant sur le mode, quels que soient leurs instruments respectifs. Un duo de musiciens emblématiques, composé du joueur de tambûr Necdet Yasar et du joueur de ney Niyazi Sayın, contribue beaucoup à la diffusion de cette pratique à partir des années 1960. Ils enregistrent plusieurs albums qui constituent une source d'inspiration forte pour les musiciens turcs de chaque génération depuis.